# Mondìo
I Mondìo (o Mondjo) sono una famiglia nobile italiana originaria della Spagna e trapiantata a Messina nel XVI secolo, durante la terza dominazione spagnola.

## Le origini
Tra gli esponenti della famiglia si contano vari senatori messinesi, un console del Regio Consolato dell’Arte della Seta, Cavalieri dell'Ordine di Malta, numerosi Consoli del Mare, avvocati fiscali, notari e giudici straticoziali.
Un Don Paolo Maria, dottore in sacra teologia e in diritto canonico, fu nominato nel 1850 abate, prelato di Santa Lucia del Mela e vescovo di Miriofidi in partibus.
Tra i discendenti della famiglia Mondìo che si sono distinti nell'ultimo secolo si ricordano il Prof. Guglielmo Mondìo Tricomi (1862-1960), docente universitario di malattie nervose e mentali nelle università di Messina e di Napoli; il Dott. Umberto Mondìo Landi (1902-1981), figlio di quest'ultimo, cavaliere magistrale dell'Ordine di Malta e cavaliere di Gran Croce della Repubblica Italiana, che fu prefetto di Rovigo di Latina di Salerno e di Parma, e che si trovò a dover fronteggiare l'emergenza dell'alluvione del Polesine nel 1951 e il disastro di Salerno nel 1956.
Dalla famiglia Mondìo discendevano anche, per parte di madre, i politici messinesi Michele Crisafulli Mondìo, sindaco di Santa Teresa di Riva e podestà di Messina durante il Fascismo, e Vincenzo Michele Trimarchi, giurista, docente universitario, senatore della Repubblica per il PLI e giudice della Corte Costituzionale.

## Palazzi
Il Palazzo dei Mondio, situato nel villaggio Contesse, risale al XVI secolo ed ha subito nel corso dei secoli vari rifacimenti; nel 1735 ospitò per quasi un mese Carlo III di Borbone in visita a Messina e nel 1860 ospitò per venti giorni Nino Bixio durante la guerra per l'Unità d'Italia.

## Parentele
I Mondìo si imparentarono, a Messina, con le nobili famiglie La Corte, Laudamo, Gordone, Crisafulli e, in tempi recenti, con la famiglia  Crisafi.

## Arma
Blasonatura: d'azzurro, al mondo d'oro centrato in banda, caricato sopra da una corona all'antica e sotto da un volo spiegato nel secondo, sostenuto da due leoni sulla fascia in divisa; il tutto d'oro col mare al naturale, fluttuoso, movente dalla punta.